# Théâtre gallo-romain d'Argentomagus
Le théâtre gallo-romain d'Argentomagus est un édifice de spectacle gallo-romain de type mixte théâtre-amphithéâtre situé à Saint-Marcel, dans le département de l'Indre, en France.

## Localisation
Argentomagus est mentionné sur la table de Peutinger (sous le nom d'Argantomago) comme un nœud routier où se croisent deux voies : l'une reliant Bourges à Bordeaux et l'autre Poitiers à Lyon. Ces voies figurent aussi sur l'itinéraire d'Antonin.
Le théâtre se situe à l'ouest de noyau urbanisé antique, à proximité d'un temple avec lequel il constitue un sanctuaire suburbain.

## Historique
Plus que deux états successifs d'un même monument, ce sont en réalité deux théâtres différents qui se succèdent au même emplacement.
Le premier théâtre est construit sous le règne de Tibère ou vers le milieu du Ier siècle mais il est fortement remanié quelques décennies plus tard. Au début de la seconde moitié du IIe siècle, il est soigneusement démonté, la plupart de ses matériaux étant utilisés pour la construction d'un nouveau monument au même emplacement, mais sur un plan plus vaste.
Le site d'Argentomagus semble être abandonné à la fin du IVe ou au début du Ve siècle et une partie des matériaux du théâtre paraît être récupérée au Moyen Âge.
Le théâtre est classé comme monument historique le 23 mars 1970.

## Description

### Premier théâtre

Plan schématique du théâtre d'Argentomagus.

Le  premier théâtre dont la cavea en forme de fer à cheval est adossée à la pente, mesure un diamètre de 61 m. Les parties maçonnées semblent se limiter au mur périmétral, les spectateurs étant sans doute assis sur des gradins de bois ou à même le talus engazonné. La forme irrégulière du monument est due au fait qu'il est construit en épousant au maximum les irrégularités de terrain, avec un minimum de terrassements.
Le remaniement du théâtre, quelques décennies plus tard, consiste surtout en la construction de gradins en pierre au niveau de la cavea, le mur étant percé, à mi-hauteur de la cavea, d'une ouverture de chaque côté faisant office de vomitoire. Deux autres vomitoires rayonnants desservent la partie haute du monument. Le plan général reste le même et aucun vestige d'un dispositif scénique n'est retrouvé, qu'il soit réellement absent dans cette configuration ou qu'il ait disparu.

### Second théâtre
Vers le milieu du IIe siècle, le théâtre semble en mauvais état. Plutôt que de le réparer, le parti est pris de le démonter pour en reconstruire un autre au même emplacement en profitant toutefois, semble-t-il, de certaines structures dont l'emplacement s'accorde avec le nouveau plan prévu. Lors de cette opération, tous les blocs de grand appareil (gradins, escaliers) sont soigneusement récupérés et les substructions recouvertes de sable. La partie basse de la cavea est recreusée et les terres utilisées pour remblayer la partie haute, agrandie. Les gradins sont reconstruits sur cette nouvelle pente plus uniforme et la nouvelle cavea, aux contours plus réguliers, atteint un diamètre de 85 m. Quatre vomitoires rayonnants facilitent l'accès aux gradins.
L'orchestra, nettement identifiée, est en forme d'ellipse tronquée par le mur de scène. Un bâtiment de scène est construit au centre de ce mur qui comporte, par ailleurs, deux ouvertures permettant aux notables d'accéder aux places d'honneur qui leur sont réservées aux premiers rangs du théâtre. Une colonnade en applique décore la façade du bâtiment.